# 大出峻郎
大出 峻郎（おおで たかお、1932年〈昭和7年〉9月1日 - 2005年〈平成17年〉9月29日、満73歳没）は、日本の元最高裁判所判事。位階勲等は正三位旭日大綬章。

## 略歴
- 群馬県立桐生高等学校卒。
- 東京大学法学部卒。内閣法制局第一部長。
- 1989年（平成元年）9月8日、内閣法制次長。第18期国語審議会委員（ - 1991年（平成3年）2月15日）、第19期国語審議会委員（1991年（平成3年）9月1日 - 1993年（平成5年）2月9日）。
- 1992年（平成4年）12月12日、内閣法制局長官（ - 1996年（平成6年）1月11日）。退官後、大学教授。
- 1997年（平成9年）9月24日、最高裁判事就任。
  - 草加事件の損害賠償請求訴訟で、2000年（平成12年）、加害者とされた少年を実行犯と認定した2審判決を破棄する「無罪」判決を言い渡す。
- 2001年（平成13年）12月19日、定年を待たずに、最高裁判事退官。
- 2004年（平成16年）11月3日、旭日大綬章受章。
- 2005年（平成17年）9月29日、心不全のため死去、満73歳。叙・正三位。

## 発言
1988年（昭和63年）10月11日、参議院内閣委員会にて、内閣法制局第一部長として次のように答弁している。「今日では、実質的な国家統治の大権を持たれなくても国家におけるいわゆるヘッドの地位にある者を元首と見るなどのそういう見解もあるわけでありまして、このような定義によりますならば、天皇は国の象徴であり、さらにごく一部ではございますが外交関係において国を代表する面を持っておられるわけでありますから、現行憲法のもとにおきましてもそういうような考え方をもとにして元首であるというふうに言っても差し支えないというふうに考えておるわけであります。」

## 担当の主な裁判
- 草加事件損害賠償請求訴訟

## 著書
- 『法令用語辞典[八次改訂版]』（2003年、学陽書房） - 吉国一郎・角田禮次郎・茂串俊・味村治・工藤敦夫・大森政輔・津野修と共著。